# Bella i Sebastian (film)
Bella i Sebastian – francuski dramat przygodowy z 2013 roku w reżyserii Nicolasa Vaniera. Film jest adaptacją książki Cécile Aubry pod tym samym tytułem. Film był kręcony w plenerach francuskiego regionu Rodan-Alpy. W roku 2015 ukazała się kontynuacja przygód Sebastiana oraz jego psa w filmie Bella i Sebastian 2. 

## Opis fabuły
Akcja filmu rozgrywa się w roku 1943 w okupowanej Francji. W małej wiosce położonej w Alpach, w pobliżu granicy szwajcarskiej, mieszka 6-letni Sebastian wraz ze swoim opiekunem Césarem. Mieszkańcy wsi twierdzą, że w okolicy grasuje niebezpieczna bestia zabijająca owce. Niebawem Sebastian poznaje błąkającego się po górach bezpańskiego pirenejskiego psa górskiego, który jest przyczyną obaw jego dziadka oraz innych mieszkańców wioski. Sebastian nadaje mu imię Bella. Okazuje się, że pies jest przyjazny. Początkowo chłopiec ukrywa go z obawy przed Césarem. Później, gdy pies jest ranny, Sebastian zwraca się o pomoc do miejscowego lekarza, który należy do francuskiego ruchu oporu i bierze udział w przerzucaniu żydowskich uchodźców przez granicę szwajcarską. We wsi stacjonują niemieckie wojska chcące wykryć przemyt uciekinierów przez góry. Niespodziewanym sprzymierzeńcem okazuje się leutnant niemieckiego oddziału.

## Obsada
- Félix Bossuet – Sebastian
- Tchéky Karyo – César
- Margaux Chatelier(inne języki) – Agnieszka
- Andreas Pietschmann – Leutnant Peter
- Dimitri Storoge(inne języki) – doktor Guillaume
- Éric Soubelet(inne języki) – Fabien

i inni